# Giovanni Nepomuceno Neumann
Giovanni Nepomuceno Neumann, in inglese John Nepomucene Neumann, in ceco Jan Nepomucký Neumann (Prachatice, 28 marzo 1811 – Filadelfia, 5 gennaio 1860), è stato un vescovo cattolico boemo naturalizzato statunitense.
Religioso della Congregazione del Santissimo Redentore, nel 1977 è stato proclamato santo da papa Paolo VI.

## Biografia
Nacque in Boemia, l'attuale Repubblica Ceca. Frequentò le scuole a České Budějovice prima di entrare nel seminario della stessa città nel 1831. Due anni dopo si trasferì all'Università di Praga, dove studiò teologia. Si interessava di astronomia e di botanica. Voleva ricevere l'ordinazione presbiterale, ma il suo vescovo, nel 1835, decise che non ci sarebbero state altre ordinazioni, perché la Boemia aveva già un elevato numero di sacerdoti.
Neumann, che parlava otto lingue, scrisse allora ad altri vescovi europei, ma tutti risposero di avere già troppi sacerdoti. Fu ispirato dagli scritti missionari del vescovo Frederic Baraga in America, e avendo appreso l'inglese durante il lavoro in fabbrica con operai anglofoni, Neumann scrisse ai vescovi americani, chiedendo di essere ordinato negli Stati Uniti. Nel 1836, arrivò negli Stati Uniti provvisto di scarsissimo denaro e fu ordinato sacerdote. Dal vescovo di New York fu assegnato alla cura pastorale della popolazione di origine tedesca recentemente immigrata nelle chiese missionarie della regione delle Cascate del Niagara.
Qui si distinse per la particolare attenzione prestata agli infermi; inoltre si impegnò nell'insegnamento del catechismo formando anche altri insegnanti che poterono continuare la sua opera. Dopo quattro anni di questo instancabile servizio, comprese l'importanza di ricevere sostegno vicendevole e della positività del lavoro comune nell'attività pastorale. Si rivolse quindi alla Congregazione del Santissimo Redentore che lo accolse nel noviziato di Pittsburgh, in Pennsylvania. Nel gennaio del 1842, pronunciò i voti ed entrò nell'ordine a Baltimora, nel Maryland, divenendo il primo redentorista del Nuovo Mondo. Dopo sei anni di lavoro faticoso ma fruttifero all'interno dell'ordine, fu nominato superiore provinciale dei redentoristi negli Stati Uniti. Neumann fu naturalizzato cittadino americano a Baltimora il 10 febbraio 1848.
Nel 1852 venne nominato vescovo di Filadelfia, dando un notevole contributo alla riorganizzazione della diocesi. Fu il primo ad organizzare un sistema scolastico diocesano e accrebbe il numero delle scuole cattoliche della diocesi da uno a duecento. Accolse nel Nuovo Mondo le Suore Scolastiche di Nostra Signora per i compiti di assistenza nell'istruzione religiosa e negli orfanotrofi.
Neumann non fu un vescovo popolare e ricevette delle critiche. Dovette affrontare il Know Nothing, un gruppo politico xenofobo e anticattolico che incendiò conventi e scuole. Scoraggiato, Neumann scrisse alla Santa Sede per chiedere di essere sostituito alla guida della diocesi.
Scrisse molti articoli su giornali cattolici. Pubblicò anche due catechismi e una storia della Bibbia in tedesco.
Neumann morì in seguito ad un infarto nel 1860 all'età di 48 anni, mentre camminava per una strada di Filadelfia.

## Il culto
Fu proclamato beato da papa Paolo VI il 13 ottobre 1963 e venne canonizzato dallo stesso pontefice il 19 giugno 1977. Fu il primo vescovo statunitense ad essere canonizzato. La sua memoria liturgica è stata fissata al 5 gennaio.

## Genealogia episcopale
La genealogia episcopale è:
- Cardinale Scipione Rebiba
- Cardinale Giulio Antonio Santori
- Cardinale Girolamo Bernerio, O.P.
- Arcivescovo Galeazzo Sanvitale
- Cardinale Ludovico Ludovisi
- Cardinale Luigi Caetani
- Cardinale Ulderico Carpegna
- Cardinale Paluzzo Paluzzi Altieri degli Albertoni
- Cardinale Gaspare Carpegna
- Cardinale Fabrizio Paolucci
- Cardinale Francesco Barberini
- Cardinale Annibale Albani
- Cardinale Federico Marcello Lante Montefeltro della Rovere
- Vescovo Charles Walmesley, O.S.B.
- Arcivescovo John Carroll, S.I.
- Vescovo Benoît-Joseph Flaget, P.S.S.
- Arcivescovo Francis Patrick Kenrick
- Vescovo Giovanni Nepomuceno Neumann, C.SS.R.